# 피파 그랜디슨
피파 그랜디슨(Pippa Grandison, 1970년 9월 12일 ~ )은 오스트레일리아의 배우, 연극 배우, 영화배우이다.
퍼스에서 태어났다.

## 영화
- 브로크 (2016년)
- 프란스와 샤를 (2009년)
- 남태평양 (2001년)
- 미스터 엑시던트 (2000년)
- 두 여자와 아기 (1998년)
- 올 세인츠 (1998년)
- 꼬마 돼지 베이브 2 (1998년)
- 데이팅 디 에너미 (1996년) - 콜레트 역
- 호텔 드 러브 (1996년)
- 뮤리엘의 웨딩 (1994년) - 니콜 역